# اولگ آرتمیف
اولگ آرتمیف (به انگلیسی: Oleg Artemyev) فضانورد اهل کشور لتونی است که در ۲۸ دسامبر ۱۹۷۰ در ریگا زاده شد.